# Лівонія (Мічиган)
Лівонія (англ. Livonia) — місто (англ. city) в США, у північно-західній частині округу Вейн штату Мічиган. Архітектура міста переважно представлена будівлями 1950-х і 1960-х років. Населення — 95 535 осіб (2020). За переписом населення 2011 року в Лівонії проживає 95 958 осіб, таким чином місто на 9 місці серед муніципалітетів Мічигану.

## Географія
Лівонія розташована за координатами 42°23′50″ пн. ш. 83°22′20″ зх. д. / 42.39722° пн. ш. 83.37222° зх. д. (42.397183, -83.372319).  За даними Бюро перепису населення США в 2010 році місто мало площу 92,86 км², з яких 92,45 км² — суходіл та 0,41 км² — водойми.

## Демографія
Згідно з переписом 2010 року, у місті мешкали 96 942 особи в 38 714 домогосподарствах у складі 26 856 родин. Густота населення становила 1044 особи/км².  Було 40401 помешкання (435/км²).
Расовий склад населення:
| - 92,0 % — білих - 3,4 % — чорних або афроамериканців - 2,5 % — азіатів - 0,2 % — корінних американців |

До двох чи більше рас належало 1,4 %. Частка іспаномовних становила 2,5 % від усіх жителів.
За віковим діапазоном населення розподілялося таким чином: 20,8 % — особи молодші 18 років, 61,5 % — особи у віці 18—64 років, 17,7 % — особи у віці 65 років та старші. Медіана віку мешканця становила 44,5 року. На 100 осіб жіночої статі у місті припадало 93,6 чоловіків;  на 100 жінок у віці від 18 років та старших — 90,9 чоловіків також старших 18 років.
Середній дохід на одне домашнє господарство  становив 82 175 доларів США (медіана — 70 125), а середній дохід на одну сім'ю — 96 638 доларів (медіана — 84 375). Медіана доходів становила 60 760 доларів для чоловіків та 47 227 доларів для жінок. За межею бідності перебувало 5,8 % осіб, у тому числі 5,9 % дітей у віці до 18 років та 6,8 % осіб у віці 65 років та старших.
Цивільне працевлаштоване населення становило 47 705 осіб. Основні галузі зайнятості: освіта, охорона здоров'я та соціальна допомога — 23,6 %, виробництво — 16,6 %, науковці, спеціалісти, менеджери — 11,5 %, роздрібна торгівля — 10,1 %.